# Scolopendra hardwickei
Scolopendra hardwickei – gatunek skolopendry z rodziny skolopendrowatych, pospolity na południu Półwyspu Indyjskiego, rzadko występuje na wyspach Nikobar i na Sumatrze. 
Gatunek został opisany przez George'a Newporta w połowie XIX w. Od tego czasu ostatni naukowy opis jej morfologii ukazał się w 1930 roku w dziele "Das Tierreich: Myriopoda. 2. Scolopendromorpha" autorstwa doktora Carla Grafa Attemsa. 
Gatunek wyjątkowo jaskrawo i kontrastowo ubarwiony – na zmianę czerwono-ciemnopomarańczowe i głęboko czarne segmenty z wyrazistą granicą między nimi, całości dopełniają ciemnopomarańczowe przechodzące w czerwień nogi, dwie ostatnie pary na końcach również ciemne. Dorosłe osobniki osiągają do 16 cm długości. Czułki liczą 17 lub 18 członów, z czego pierwsze 6–7 jest błyszczące.